# Затворена листа
Затворена листа представља варијанту система страначких листа где бирачи могу (ефективно) да гласају само за политичке странке у целини; тако да немају утицаја на страначки редослед по коме се бирају страначки кандидати. Да су бирачи имали неки утицај, то би се звало отворена листа. Системи затворених листа се обично користе у пропорционалној заступљености страначких листа, али већина мешовитих изборних система такође користи затворене листе у компоненти страначких листа.
У системима затворених листа, свака политичка странка је унапред одлучила ко ће добити места додељена тој странци на изборима, тако да кандидати који су највише позиционирани на овој листи имају тенденцију да увек добију место у скупштини, док кандидати на веома ниској позицији затворене листе неће.